# Метеор 120Р
«Метеор 120Р» — сконструированное в ЦКБ по СПК судно на подводных крыльях (СПК) проекта 03580, предназначенное для скоростных пассажирских перевозок в светлое время суток по судоходным рекам и водохранилищам класса «О». Скорость хода — 65 км/ч.
Судно рассчитано на 120 пассажиров и обслуживается экипажем из 6 человек. Представляет собой развитие проекта 342 (342Э, 342У), или «Метеор».

## История
С 1959 года по 2007 год было произведено более 400 СПК «Метеор», однако в 2007 году производство было прекращено, и в настоящее время в эксплуатации осталось около 60 экземпляров. Учитывая существующий спрос на подобные суда (выявленный в ходе опроса представителей компаний, эксплуатирующих СПК), 23 декабря 2019 года в Центральном конструкторском бюро по судам на подводных крыльях имени Р. Е. Алексеева заложили первое судно нового проекта, призванного прийти на смену старым «Метеорам».
Весной 2020 года технический проект теплохода прошёл окончательную регистрацию, 23 июня 2020 года постройка первого корпуса была завершена, и его сняли со стапеля для дальнейших работ, а в марте 2021 года на теплоход уже устанавливали рулевые устройства и оборудование машинного отделения. Одновременно начали подготовку к закладке второго корпуса серии; второе судно заложено в декабре 2020 года. Первым заказчиком стал перевозчик из Ханты-Мансийского автономного округа: планировалось, что АО «Северречфлот» приобретёт один «Метеор 120Р» в 2021 году, и ещё три — в 2022 году. Головное судно проекта было спущено на воду 3 августа 2021 года в Нижегородской области, а 3 октября оно прибыло заказчику в Ханты-Мансийск.
ЦКБ по СПК имени Р. Е. Алексеева продолжило строительство судов этого класса; к концу 2021 года на стапелях находилось три образца.
25 мая 2022 года было спущено на воду второе судно и заложено пятое. 16 июня 2022 года инновационное скоростное пассажирское судно на подводных крыльях «Метеор 120Р» представили в Санкт-Петербурге на Петербургском международном экономическом форуме. К декабрю  того же года число заложенных судов проекта достигло семи. За 2023 год из них было спущено на воду четыре.
21 октября 2023 года свой первый рейс совершило СПК «Метеор 120Р» под названием  «Конструктор Алексеев», из Нижнего Новгорода судно отправилось в Казань.
В 2024 году суда на подводных крыльях «Метеор 120Р» активно начали курсировать на своей родине, в Нижегородской области. 9 мая 2024 года СПК под названием  «Конструктор Алексеев» совершило рейс до Ульяновска с остановками в Козьмодемьянске, Чебоксарах, Казани.  30 июня 2024 года второй, созданный для Нижегородской области, «Метеор 120Р» «Капитан Полуэктов» отправился в рейс по маршруту Нижний Новгород — Макарьево — Нижний Новгород.
С каждым годом пассажиропоток судов на подводных крыльях «Метеор 120Р» и «Валдай 45Р» увеличивается. В 2023 году судами на подводных крыльях было перевезено порядка 246 тысяч пассажиров, по итогам 2024 года эта цифра приблизилась к 300 тысячам пассажиров.
В результате народного голосования на сайте ЦБРФ в декабре 2024 года скоростное судно на подводных крыльях «Метеор» было выбрано новым символом российской купюры номиналом 1000 рублей.
К августу 2025 года общее число судов серии достигло семи: новейшее из них завершило испытания второго числа этого месяца. К 2026 году планировалось организовать на них пассажирские перевозки по Дону и в Таганрог.

## Конструкция
Судно рассчитано на перевозку пассажиров дальностью до 600 километров со средней скоростью 65 км/ч. Автономность плавания составляет 8 часов. «Метеор 120Р» вмещает до 120 пассажиров, экипаж — 6 человек. Пассажирский салон с панорамным остеклением оснащён креслами авиационного типа. Здесь установлены мультимедийные системы, системы кондиционирования, в кормовой части расположен кафе-бар.
В качестве силовой установки используются два судовых дизеля MAN D2862LE483 мощностью 1450 л. с.
Ёмкость топливного бака «Метеора 120Р» составляет около 7 тонн — это около 10 часов хода при скорости 65 км/ч
«Метеор 120Р» — самое большое судно речного класса на подводных крыльях. Его длина  — почти 36 метров, а ширина — около 10 метров.

## Галерея

Судно на подводных крыльях «Метеор 120Р-2» проходит приёмо-сдаточные испытания на Неве около Шлиссельбурга
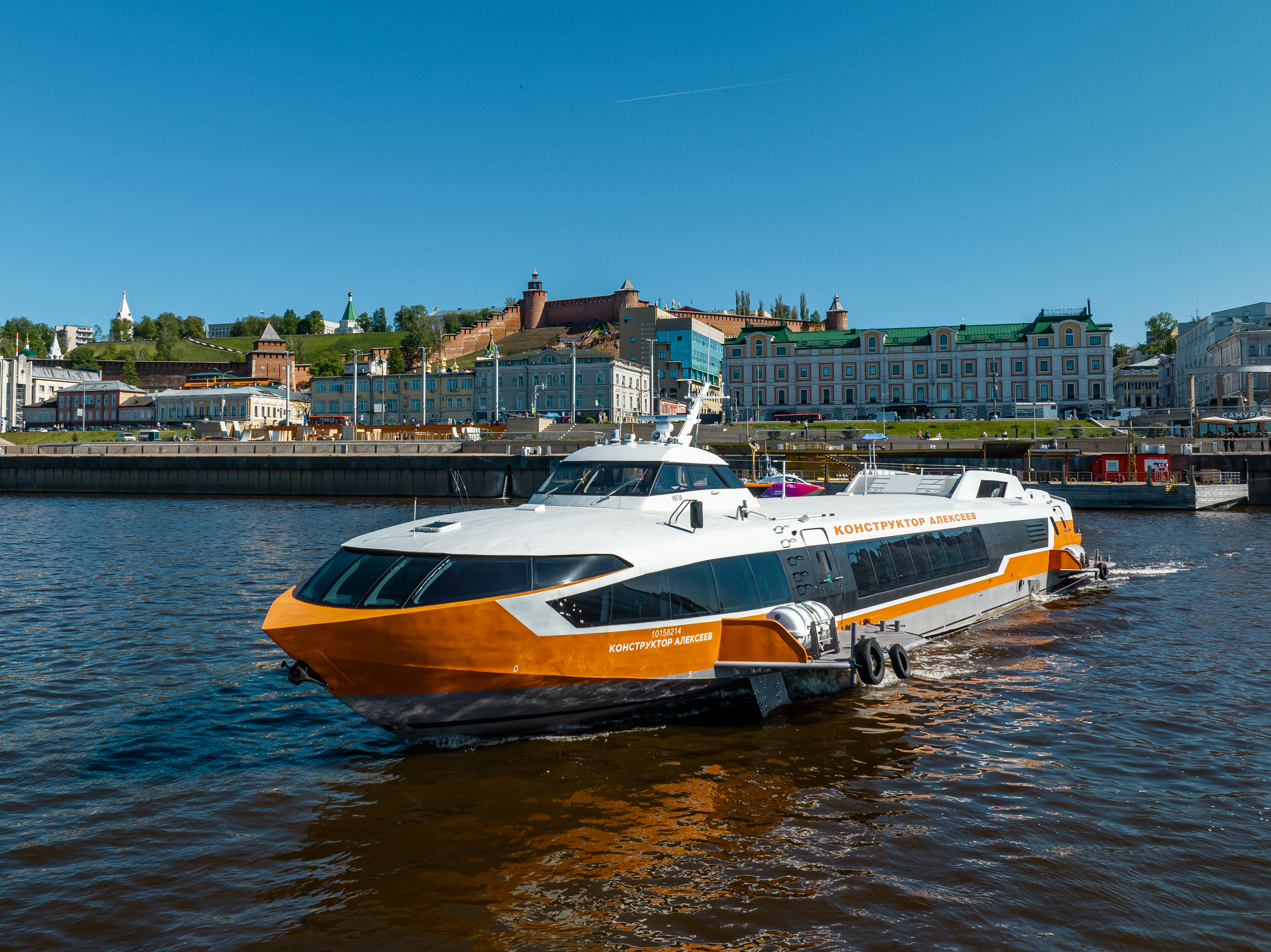
«Метеор 120Р» у берегов Нижнего Новгорода
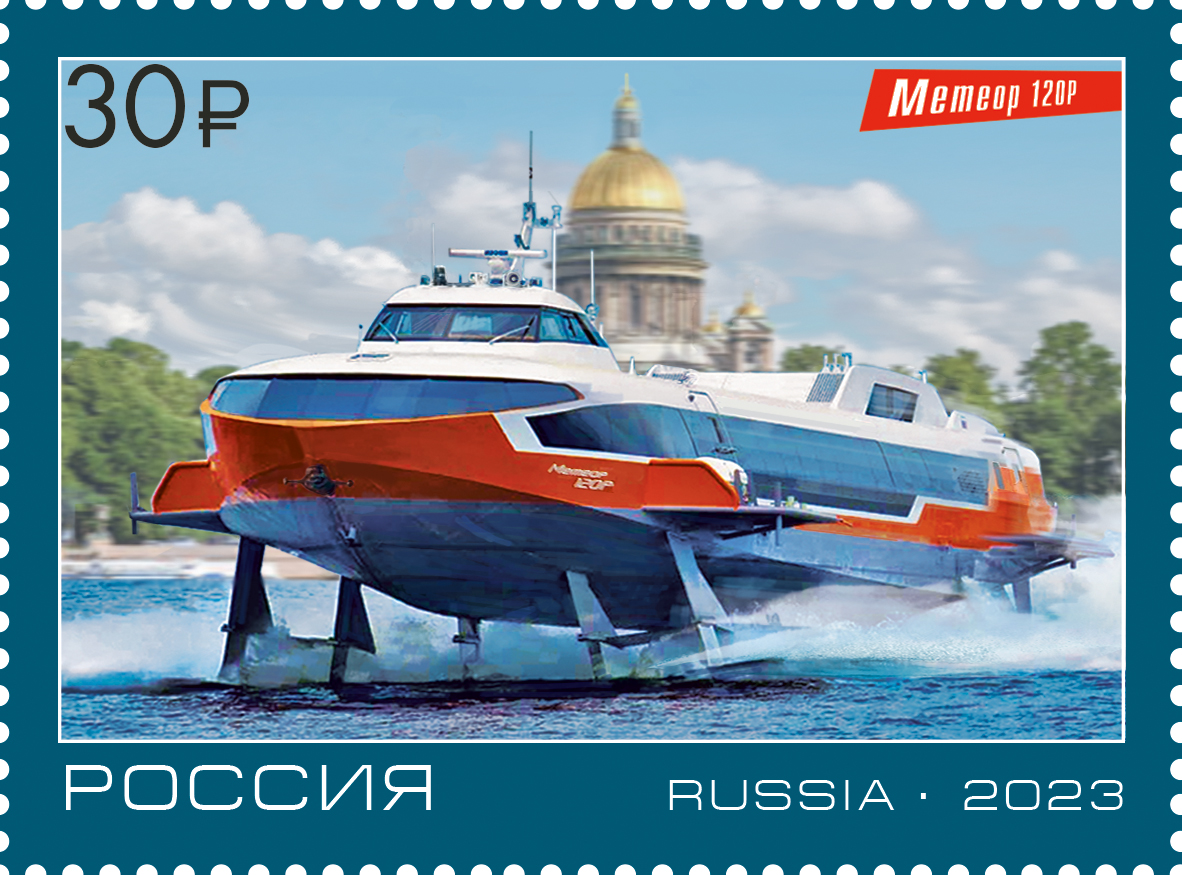
Почтовая марка 2023 год
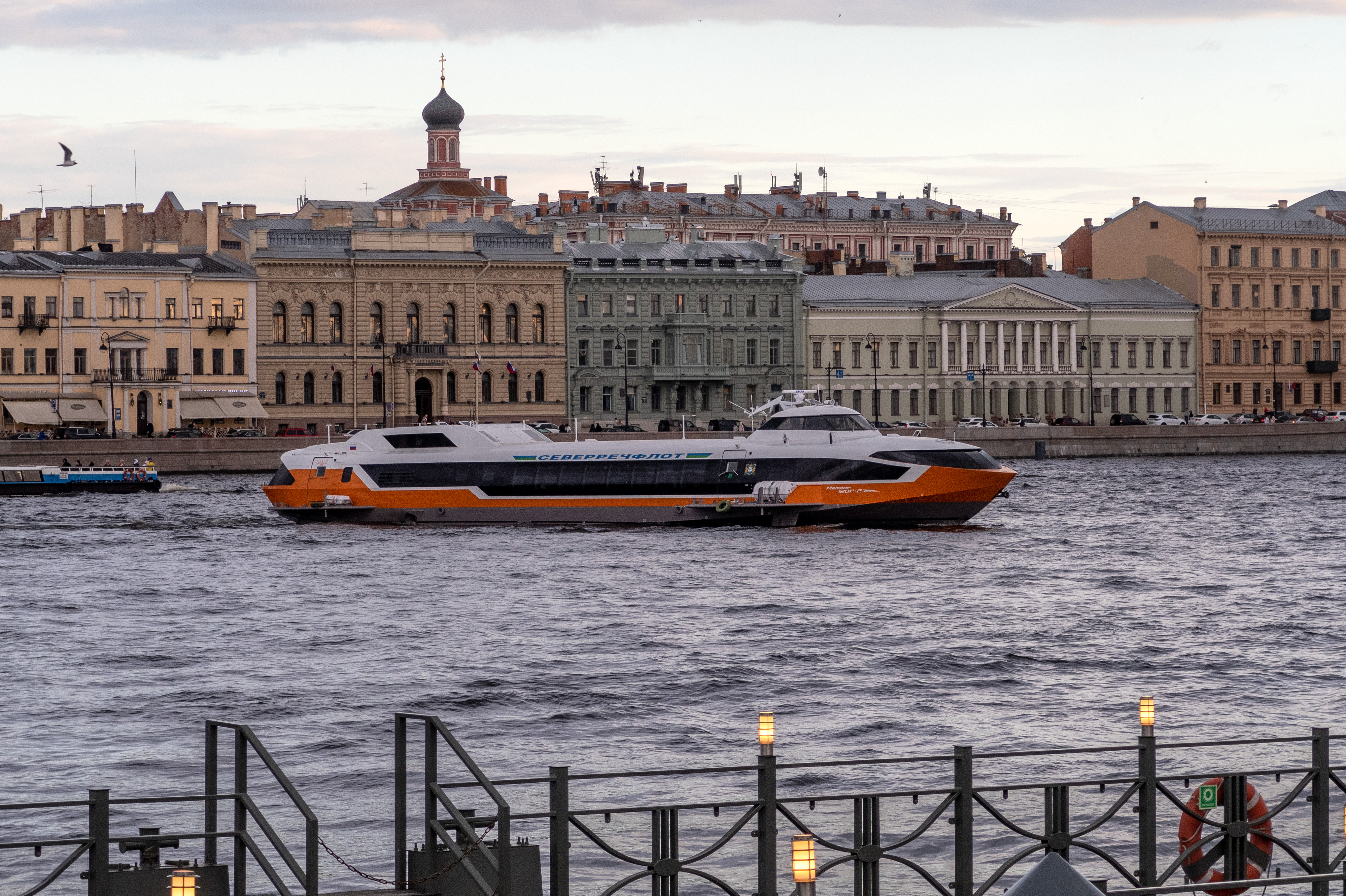
«Метеор 120Р», прибывший в Санкт-Петербург для показа гостям Петербургского международного экономического форума 2022. 16 июня 2022 года
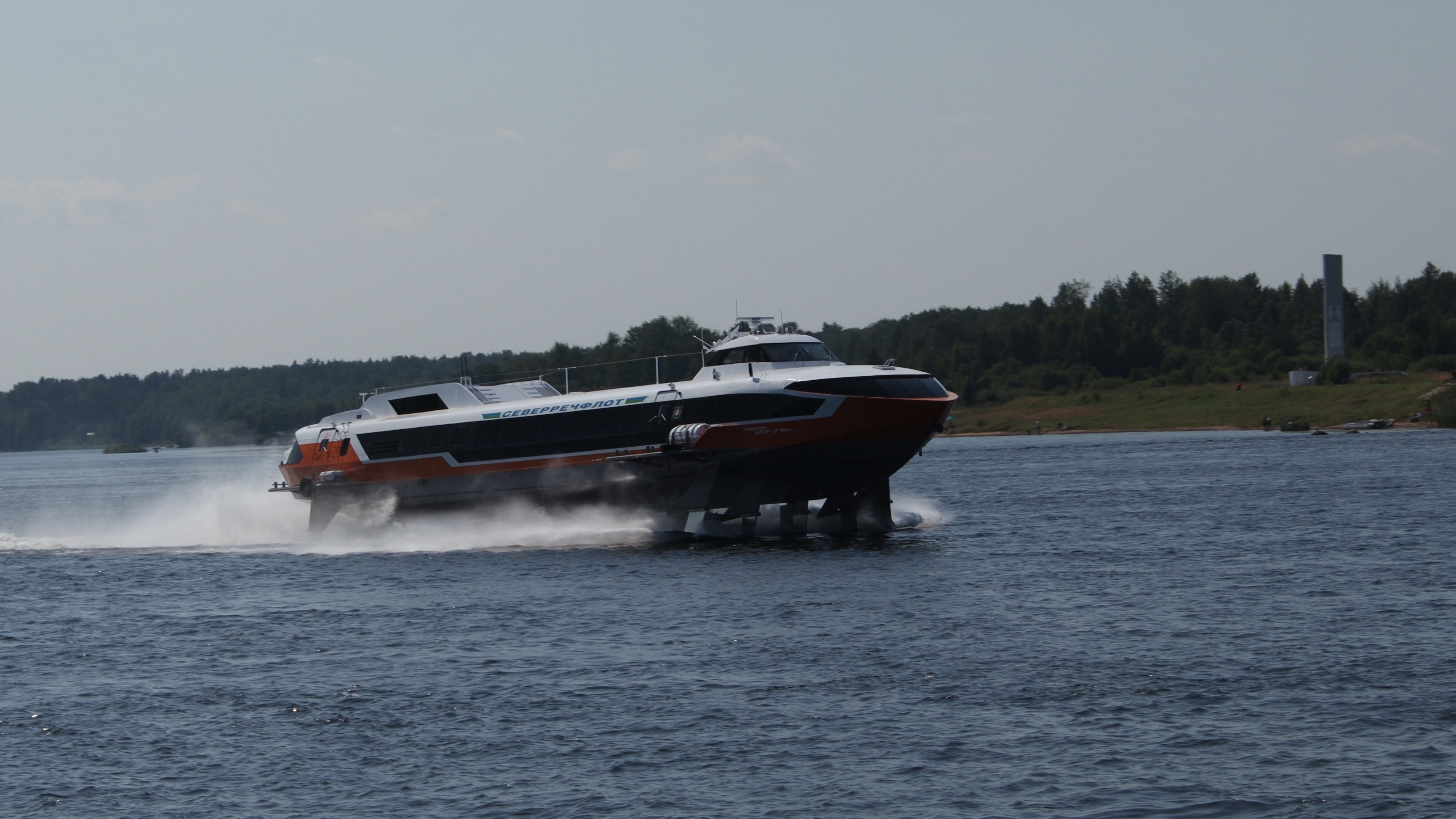
«Метеор 120Р-2» на испытаниях в районе Шлиссельбурга (21.07.2022)
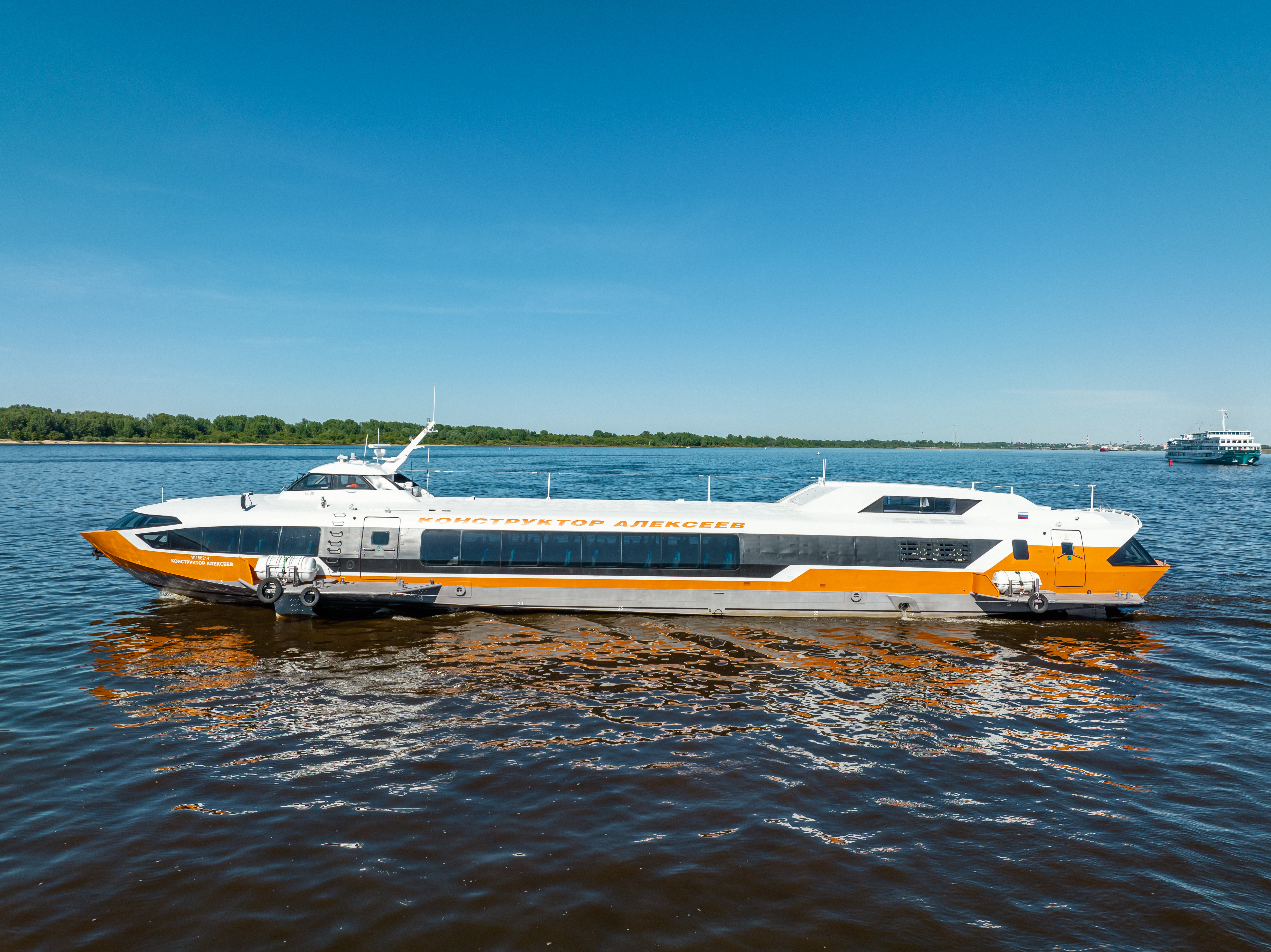
Судно на подводных крыльях «Метеор 120Р», названное в честь конструктора Ростислава Алексеева, на Волге
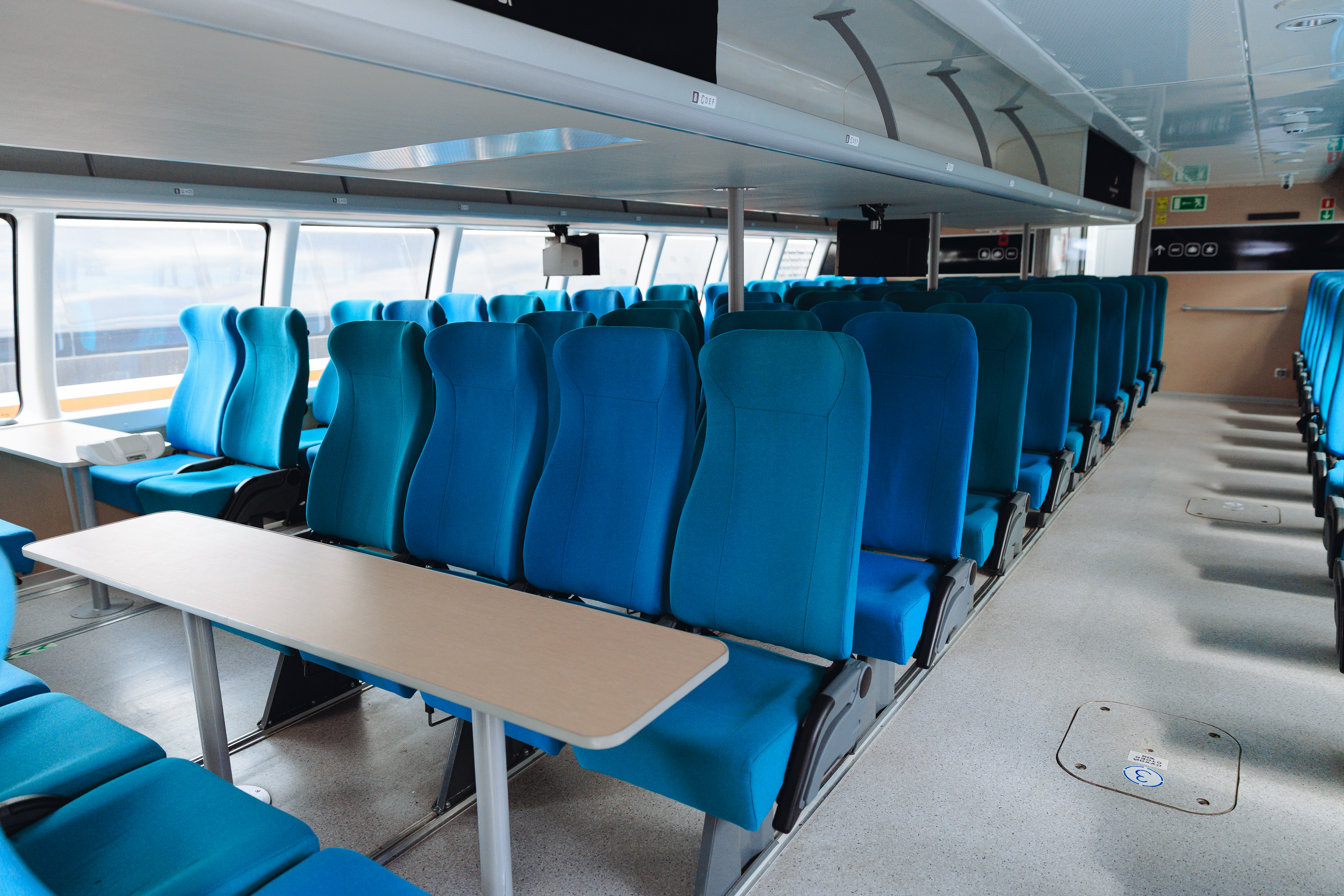
Пассажирский салон «Метеор 120Р»